# Бартоломео Булгарини
Бартоломео Булгарини (на италиански: Bartolomeo Bulgarini; * 1300 или 1310, Сиена, Сиенска република, † 4 септември 1378, пак там) е италиански художник от Сиенската школа.

## Исторически данни
Джорджо Вазари споменава Бартоломео Булгарини в своите „Жизнеописания на най-знаменитите живописци“. Той пише, че Бартоломео е ученик на Пиетро Лоренцети и дори рисува портрет на своя учител, който се пази в Сиена.

## Спорове на изкуствоведите за авторството на произведенията
Макар че дълго време се счита, че творбите на Бартоломео Булгарини не са запазени, той е „преоткрит“. Неговият „откривател“ – знаменитият изследовател на италианското изкуство Бернард Беренсон отначало събира кръг от стилистично близки картини, макар да не знае името на автора и измисля за него условното име Уголино Лоренцети поради близостта на тези картини със стила на Уголино ди Нерио и на Пиетро Лоренцети. Картини, частично съвпадащи с подбраните от Беренсон, са приписани от друг изследовател –Ърнест Теодор Девалд на анонимен майстор, когото той нарича Майстор Овиле (на италиански: Maestro d'Ovile) по картина, намираща се в сиенската църква „Сан Пиетро а Овиле“. През 1936 г. американският историк на изкуството Милард Мис свързва авторството на двете групи картини с фигурата на Бартоломео Булгарини.
Не съществува нито едно подписано от Бартоломео Булгарини произведение. В инвентарните описи на Сиенската катедрала, изготвени през 1591 и 1594 г., като художник с име Булгарини е назоваван авторът на картината „Рождество“, украсявала олтара на Свети Виктор – един от четиримата светци-покровители на Сиена, който има свой отделен в катедралата. Сред авторите, изписващи картини за тези олтари, могат се посочат първокласни художници като Симоне Мартини и Липо Меми („Благовещение“,  сега в Уфици, Флоренция), Пиетро Лоренцети („Рождество на Мария“, в Сиенската катедрала) и неговият брат Амброджо Лоренцети. В описите се отбелязва, че Олтарът на св. Виктор е поръчан на Бартоломео през 1351 г. С времето специалистите стигат до мнението, че „Рождество“, отбелязано в инвентарния опис от 16 век, е картината „Поклонението на овчарите“, която се пази в Художествения музей „Фог“ на Харвардския университет и е датирана приблизително от 1350 г. Картината има отчупване на краищата и е пострадала от неумели опити за реставрация. В това произведение може да се види умел баланс между двуизмерната плоскост, характерна за сиенската живопис от 14 век, и илюзорната дълбочина на пространството, създадена с помощта на две тънки колони. Картината е централен панел от триптих (двете странични части с изображения на светци – вероятно „Св. Виктор“ и „Св. Корона“ от Държавния музей в Копенхаген; съхранени са панелите на постамента – „Разпятие“ от Лувъра, Париж и „Ослепяването на св. Виктор“, Щеделевски институт, Франкфурт). Именно „Поклонение на овчарите“ послужва за отправна точка за реконструкция на творчеството на художника.

## Произход и произведения
За живота на Бартоломео е известно много малко. Съгласно документите той е син на месер Булгарини. Във всеки случай изследователите свързват името с Болгарино ди Симоне Булгарини – аристократ, занимаващ важни длъжности в Сиенската комуна. Някои изследователи във връзка с това считат, че Бартоломео се занимава с живопис, което подобава за развлечение на аристократ. Документите свидетелстват, че изкуството е негово основно занятие и за своята работа той получава възнаграждение. Не са съхранени никакви сведения за неговото обучение в която и да е живописна работилница. От анализа на неговите произведения следва, че първоначално той може би е ученик на Уголино ди Нерио, но в по-късния период попада под влиянието на творбите наПиетро Лоренцети и Симоне Мартини.
В сиенските и флорентийските архивни документи Бартоломео се споменава няколко пъти от 1338 до 1378 г. Първото споменаване е свързано с изписване на стена на Сиенската хазна. През 1345 г. неговото име се появява във връзка с незначителни работи, но през 1348 г. той е споменат вече като известен майстор, в заявка, постъпила от църквата „Сан Джовани Фуорчивитас“ в Пистоя, Булгарини се назовава като един от двамата най-добри майстори в Сиена наред с Якопо ди Мино дел Пеличайо и флорентинците Тадео Гади, Стефано Фиорентино и Андреа Орканя. После художникът получава няколко важни поръчки не само в Сиена, но и от Флоренция и други градове на Тоскана. Така през 1349 г. той рисува фрески на Порта ди Камоля (градските врати на Сиена), които не са запазени. 
През 1363 г. името му се появяват в списъка на Гилдията на сиенските художници (Ruolo dei pittori Sinesi). Към 1369 г. се отнася документ, в който Master Bartholomeus de Senis се споменава сред живописците, работещи в същата година във Ватикана (изследователите еднозначно свързват това име с Булгарини); конкретно в документа се указва, че на художника са платени по 16 солди на ден – това е вследствие на много изгоден договор, т. к. папа Урбан V плаща такива големи суми само на няколко от 24-мата художници, привлечени за работа във Ватикана. Текст от 1370 г. разкрива, че майсторът заедно със своята съпруга се включва в братството при сиенската болница Санта Мария дела Скала, която е не е болница в съвременния смисъл на думата, а по скоро благотворителна организация, приют за болни и сиропиталище. На Братството „Санта Мария дела Скала Бартоломео“ Булгарини дарява цялото си имущество и от тогава до края на живота си той се нарича Фрате Бартоломео (брат Бартоломео). Постоянно свързан с този богоугоден сиенски обществен институт, Булгарини изписва пет олтара за Санта Мария дела Скала (английската изследователка Даяна Норман предполага, че по този начин болницата решава въпроса с финансирането на живописни творби). 
Бартоломео Булгарини умира на 4 септември 1378 г., оставяйки незавършена фреска на поредния олтар, чието завършване е поръчано на друг художник.

## Творчество
По всяка вероятност след чумната епидемия през 1348 г. Бартоломео Булгарини оглавява най-крупната за Сиена художествена работилница, в която се изпълняват работи от много известни сиенски майстори. Той създава картини не само за сиенските учреждения – катедралата или болницата „Санта Мария дела Скала“ (за която той създава пет произведения), но работи също така и във Флоренция, Сан Джиминяно, Пиенца, Гросето и Лука.
Днес на него се приписват доста голям кръг произведения, сред които има напълно запазени полиптихи и триптихи: 
- един от най-ранните е Триптих от Фоляно, 1335 – 1340 г, 91,5х143 см, Национална пинакотека (Сиена);
- Олтар „Ковони“, ок. 1340 г., 121x181 cm, Музей на църквата „Санта Кроче“ (Флоренция); изследователите считат, че това е именно олтарът от църквата Санта Кроче, който споменава Вазари в жизнеописанието на Булгарини.
- Полиптих „Бернсон“, края на 1340-те г., Вила Тати (Флоренция)
- Олтар „Сестано“, пр. 1350 г., Национална пинакотека (Сиена)
- Полиптих „Мадоната с Младенеца и светци“, частна колекция (Сан Джиминяно),
- Триптих „Мадоната с Младенеца и светци“, ок. 1369 г., църква „Санта Мария Маджоре“ (Тиволи).

Съхранени са и отделни части разделени олтари, които се пазят в най-добрите колекции на света :
- Св. Екатерина Александрийска, ок.1335 г., Национална галерия (Вашингтон)
- Разпятие, ок.1350 г., Лувър (Париж)
- Разпятие, сл. 1330 г., Ермитаж (Санкт Петербург)
- Св. Матей и св. Тома, ок. 1350 г., Музей на изкуството „Метрополитън“ (Ню Йорк)
- Възнесение на Мария; Мадоната с Младенеца, № 76, ок. 1355 г. и Мадоната с Младенеца, № 80, 1359 – 1360 г., Национална пинакотека (Сиена)

Всички тези творби представляват централните панели за олтари, изпълнени за болницата „Санта Мария дела Скала“.
В колекциите на Германия – музей „Валраф Рихартц“, Кьолн: Мадоната с Младенеца на трон, ок.1350 г.; Св. Петър, ок. 1350 г.; Св. Матей, ок. 1350 г.; Св. Франциск), а също така в Берлин и Франкфурт на Майн; в Музея на християнството на унгарския град Естергом (Мойсей, ок. 1350 г. и Пророк Даниил, ок. 1350 г.), в най-крупните частни колекции – Креса (Мадоната с Младенеца) и Музей „Тисен-Борнемиса“ (Мадрид) – Мадоната с Младенеца, четири ангели и светци-мъченици, а също така в църквите на Тоскана.
- Триптих от Фоляно, ок. 1335 г.
- Полиптих „Бернсон“, 1340-те г.
- Мадоната с Младенеца на трон, светица и Св. Йоан Кръстител, ок. 1340 - 1345
- Олтар „Сестано“, пр.1350 г.
- Олтар „Мадоната с Младенеца и светци“
- Разпятие, 1350 - 1351
- Оплакването на мъртвия Христо, ок. 1350
- Мадоната на смирението, 1350 - 1355
- Мадоната с Младенеца, ок. 1350
- Дева Мария на трон със светци и ангели, 1355 – 1360
- Мадоната с Младенеца на трон и два ангела, ок. 1360
- Голгота, 1340-60

## Уголино Лоренцети
Уголино Лоренцети е измислено име на несъществувал художник. Името е измислено от известния изкуствовед Бернард Беренсон за обозначение на кръга произведения на живописта, стилистически близки до маниера както на Уголино ди Нерио, така и на Пиетро Лоренцети. Сега е установено, че всички тези картини принадлежат на четката на Бартоломео Булгарини.